# 圣公会圣安德烈堂 (查尔斯顿)
圣公会圣安德烈堂（St. Andrew's Episcopal Church）是查尔斯顿 (南卡罗来纳州)的一座古老教堂。
它建于1706年，是南卡罗来纳州现存最古老的教堂。1973年列入国家史迹名录。